# Венансон
Венансо́н (фр. Venanson) — коммуна на юго-востоке Франции в регионе Прованс — Альпы — Лазурный берег, департамент Приморские Альпы, округ Ницца, кантон Туррет-Леванс. До марта 2015 года коммуна административно входила в состав упразднённого кантона Сен-Мартен-Везюби (округ Ницца).
Площадь коммуны — 17,98 км², население — 142 человека (2006) с тенденцией к росту: 152 человека (2012), плотность населения — 8,5 чел/км².

## Население
Население коммуны в 2011 году составляло — 154 человека, а в 2012 году — 152 человека.
| 1962 | 1968 | 1975 | 1982 | 1990 | 1999 | 2006 | 2011 | 2012 |
| ---- | ---- | ---- | ---- | ---- | ---- | ---- | ---- | ---- |
| 91   | 103  | 84   | 106  | 95   | 123  | 142  | 154  | 152  |

Динамика численности населения:

## Экономика
В 2010 году из 93 человек трудоспособного возраста (от 15 до 64 лет) 59 были экономически активными, 34 — неактивными (показатель активности 63,4 %, в 1999 году — 54,9 %). Из 59 активных трудоспособных жителей работали 55 человек (29 мужчин и 26 женщин), 4 числились безработными (двое мужчин и 2 женщины). Среди 34 трудоспособных неактивных граждан 1 был учеником либо студентом, 26 — пенсионерами, а ещё 7 — были неактивны в силу других причин.
На протяжении 2010 года в коммуне числилось 75 облагаемых налогом домохозяйств, в которых проживало 136,0 человек. При этом медиана доходов составила 17 тысяч 574 евро на одного налогоплательщика.